# ミネルヴィーノ・ムルジェ
ミネルヴィーノ・ムルジェ（イタリア語: Minervino Murge）は、イタリア共和国プッリャ州バルレッタ＝アンドリア＝トラーニ県にある、人口8,700人の基礎自治体（コムーネ）。

## 名称
標準イタリア語以外の言語では以下の名称を持つ。
- ミネルヴィーノ方言: Mënarvèinë [mənarˈvɛinə]

## 地理

### 位置・広がり
バルレッタ＝アンドリア＝トラーニ県南部のコムーネ。県都の一つであるアンドリアの南西約24km、州都バーリの西約67km、フォッジャの南東約61km、ナポリの東約154kmに位置する。
町域の大部分はアルタ・ムルジャ国立公園 (it:Parco nazionale dell'Alta Murgia) に含まれる。

#### 隣接コムーネ
隣接するコムーネは以下の通り。PZはポテンツァ県を示す。
- カノーザ・ディ・プーリア - 北
- アンドリア - 北東
- スピナッツォーラ - 南
- モンテミローネ (PZ) - 南西
- ラヴェッロ (PZ) - 西

## 歴史
2004年にバルレッタ＝アンドリア＝トラーニ県が設置されると（自治体としての発足は2009年）、バーリ県から移された。

## 人物
- エウサピア・パラディーノ（英語版） - 19-20世紀の心霊治療家